# 크리스 헨리 (럭비 유니언)

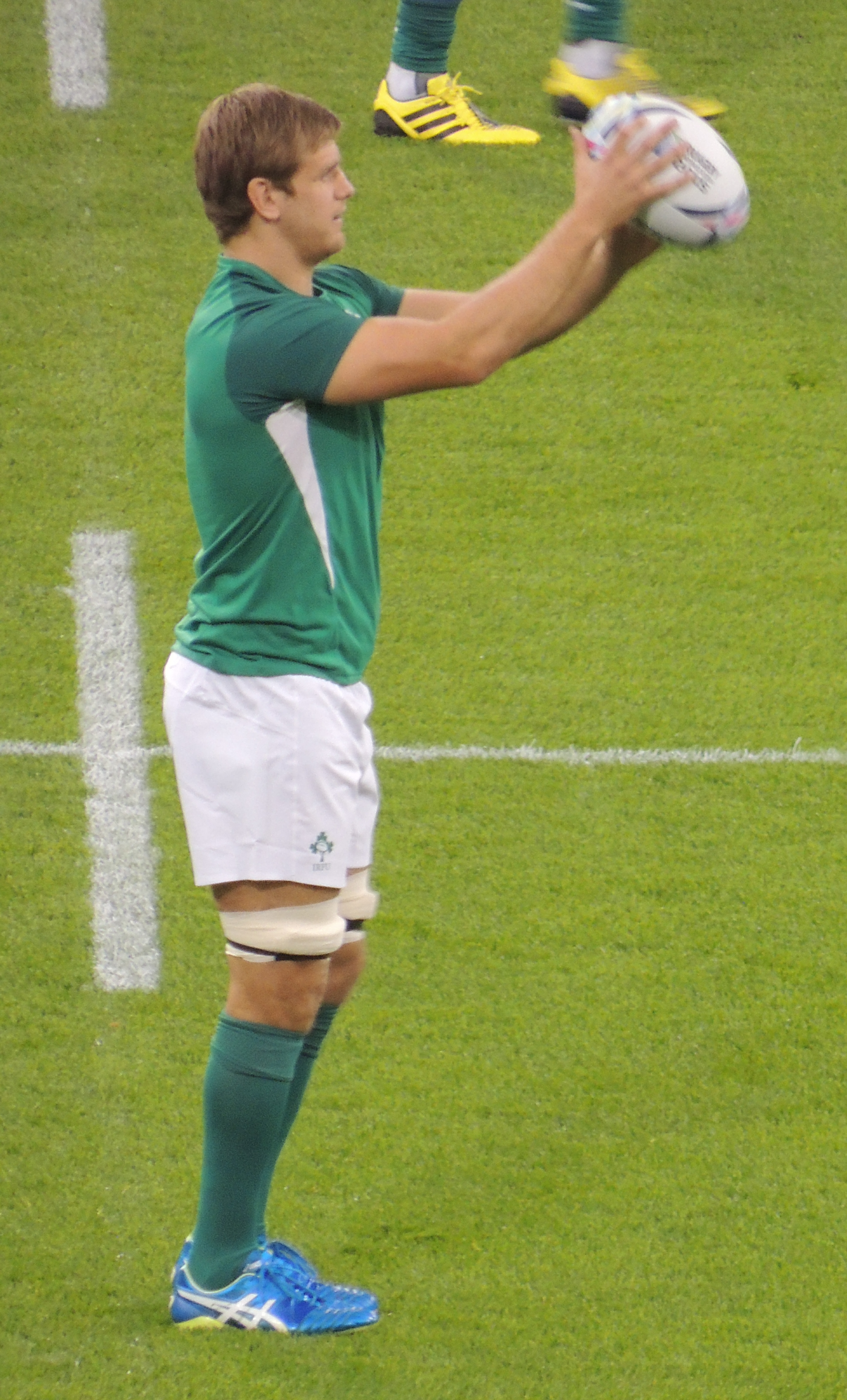

크리스 헨리(Chris Henry, 1984년 10월 17일 ~ )는 전 아일랜드 럭비 유니언 럭비 선수이다. 그는 얼스터(Ulster)와 밸리미나 럭비 클럽(Ballymena Rugby Club)에서 뛰었다.
그는 퀸스 대학교 벨파스트에 진학하기 전에 리즈번의 월리스 고등학교에서 교육을 받았다. 2009년 11월, 2009년 연말 럭비 테스트를 위한 아일랜드의 39인 선수단에 이름을 올렸고, 호주와의 첫 번째 캡을 받았을 때 다시 2010년 중반 럭비 테스트 시리즈의 선수단에 이름을 올렸다.
2014년 11월, 헨리는 아일랜드가 연말 국제 시리즈에서 남아프리카 공화국과 경기를 하기 전에 뇌의 작은 혈관이 일시적으로 막히는 고통을 겪었다.